# Aufenthaltstitel

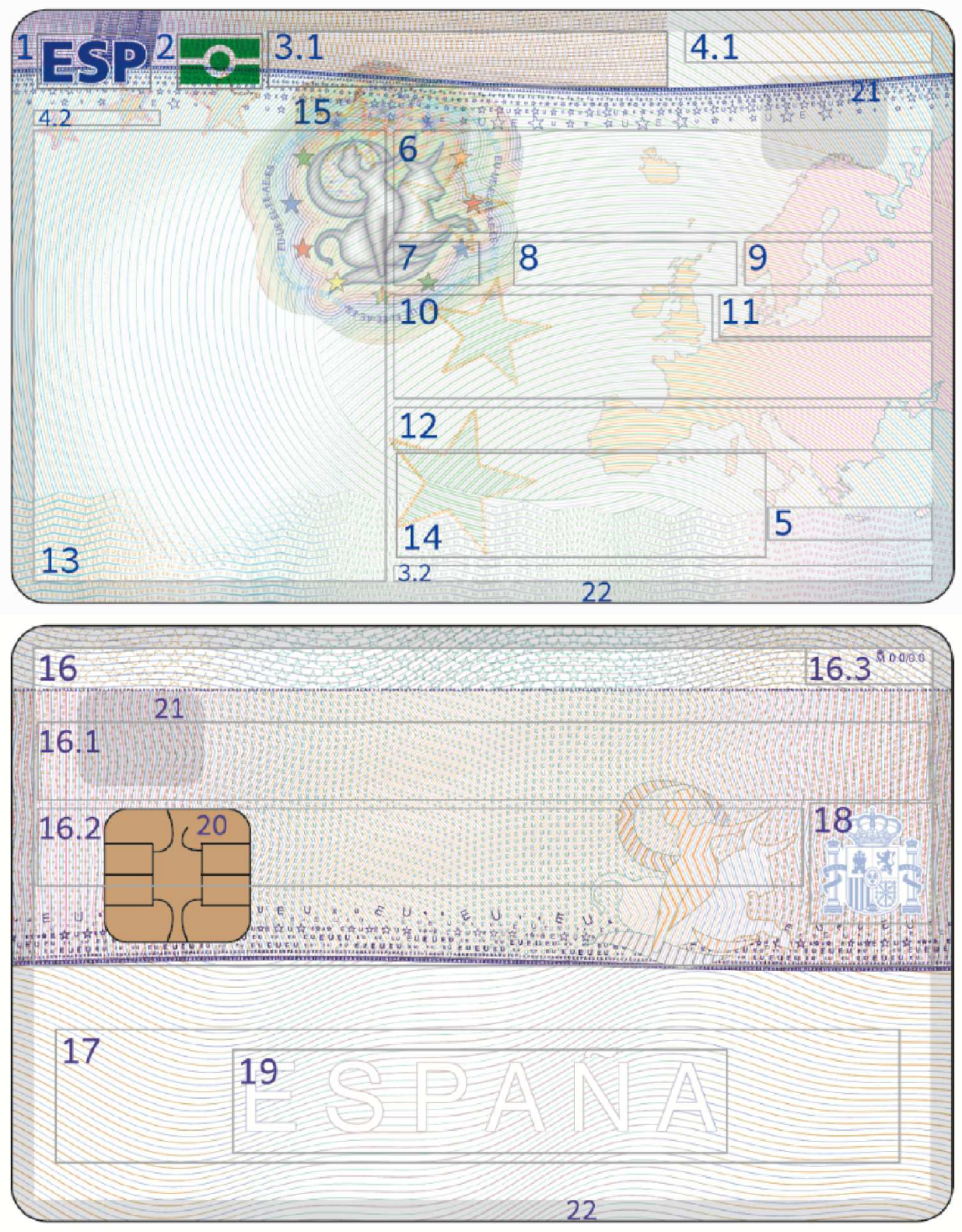
Seit Anfang 2020 verwendetes EU-einheitliches Grundmuster für nationale Aufenthaltstitel

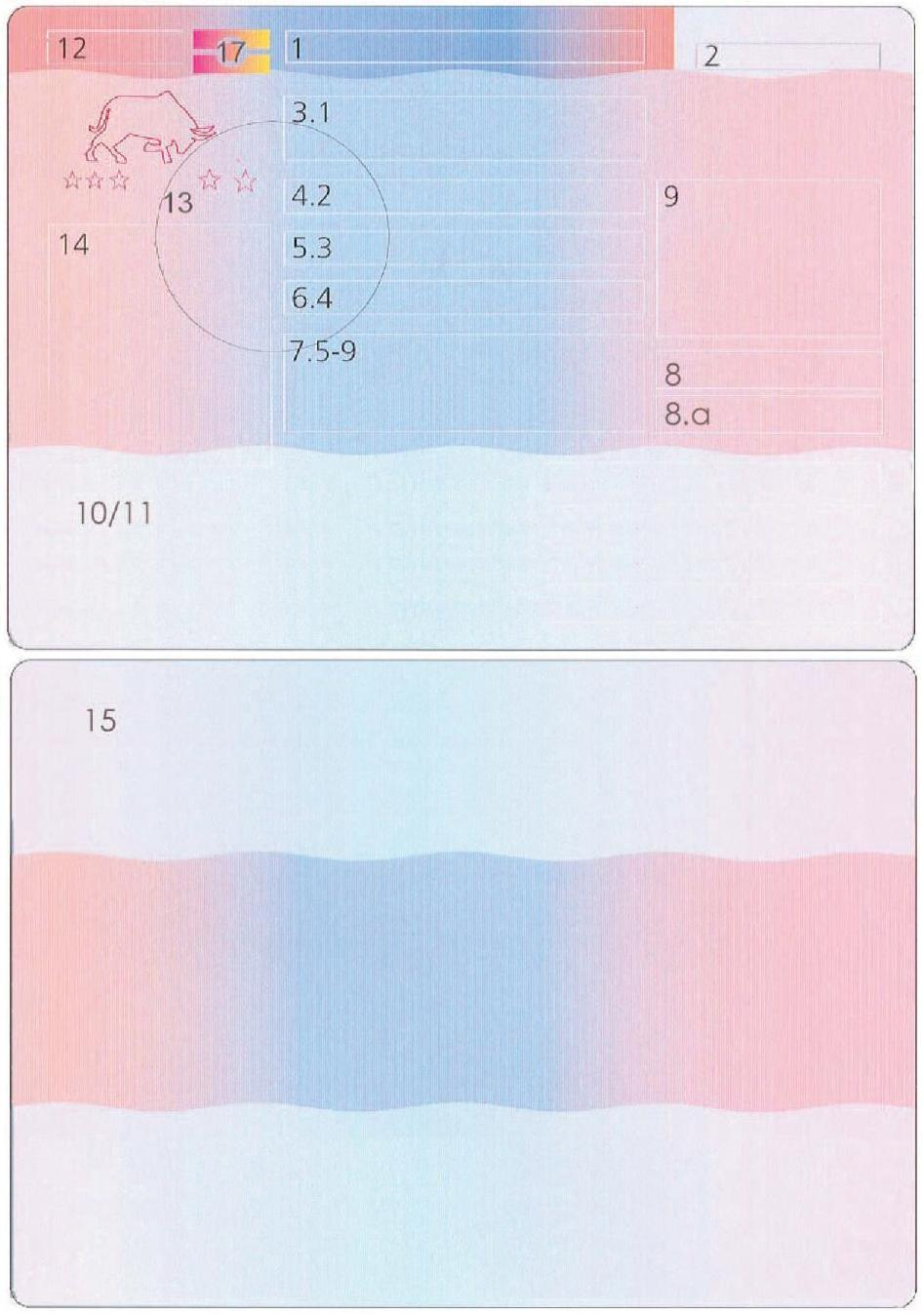
Von 2008 bis längstens 2020 selten verwendete Vorlage für nationale Aufenthaltstitel in Kartenform im ID-2-Kartenformat

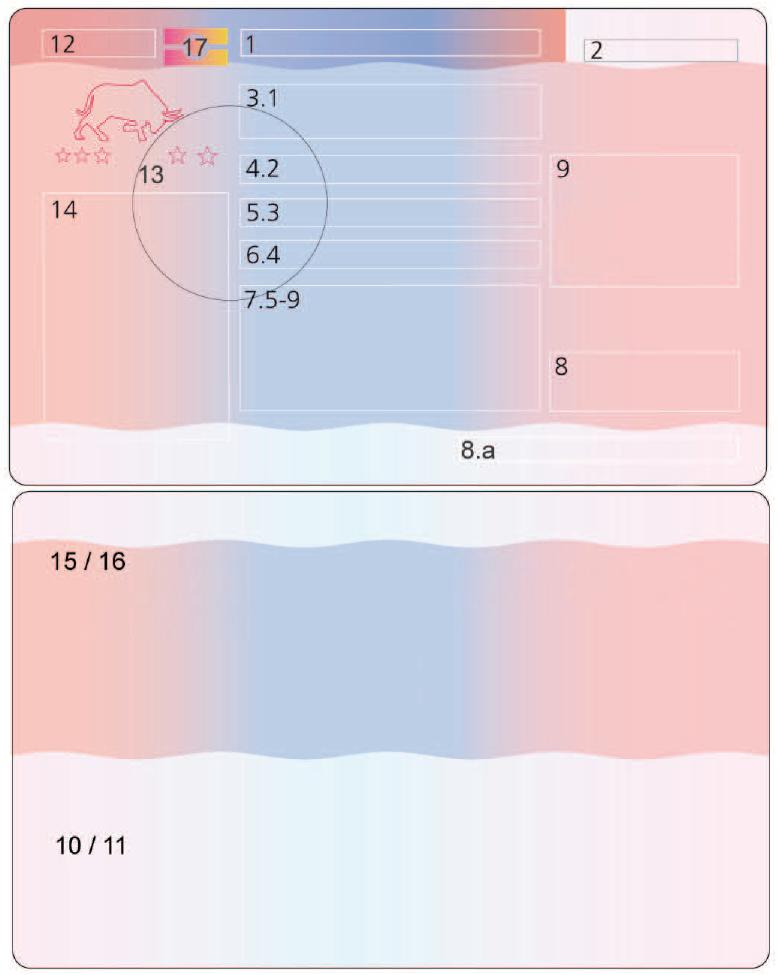
Von 2008 bis längstens 2020 am häufigsten verwendete Vorlage für nationale Aufenthaltstitel ID-1-Kartenformat

Aufenthaltstitel (englisch residence permit, spanisch permiso de residencia, italienisch permesso di soggiorno, französisch titre de séjour, niederländisch verblĳfstitel) ist ein Rechtsbegriff aus dem Asyl- und Ausländerrecht der Europäischen Union. In einigen Amtssprachen (z. B. im Englischen, Spanischen und Italienischen) wird der Begriff Titel sinngemäß als „Erlaubnis“ bezeichnet. Der Begriff umfasst im Wesentlichen Aufenthaltsdokumente, die Drittstaatsangehörigen für einen Aufenthalt in einem der Mitgliedstaaten ausgestellt werden. Grundsätzlich nicht als Aufenthaltstitel werden die Aufenthaltsdokumente für freizügigkeitsberechtigte Unions- und EWR-Bürger sowie Schweizer Bürger bezeichnet; diese haben andere Namen erhalten (Anmeldebescheinigung und Bescheinigung des Daueraufenthalts, Aufenthaltskarte und Daueraufenthaltskarte sowie Aufenthaltserlaubnis-CH). Den vorübergehenden Aufenthalt zur Erbringung einer Dienstleistung im Sinne der der Art. 56 und Art. 57 des Vertrags über die Arbeitsweise der Europäischen Union (AEUV) ermöglicht das Vander-Elst-Visum.
In den nationalen Rechtsordnungen der Mitgliedstaaten hat der Begriff des Aufenthaltstitels teilweise eine andere Bedeutung (→ nachfolgende länderbezogene Abschnitte).

## Entwicklungsgeschichte
Der Begriff des Aufenthaltstitels erscheint erstmals in dem am 1. Mai 1999 in Kraft getretenen Art. 63 Nr. 3 Buchst. a) des durch den Vertrag von Amsterdam geänderten Vertrags zur Gründung der Europäischen Gemeinschaft (EGV). Mit ihm errichtet die Europäische Union schrittweise einen Raum der Freiheit, der Sicherheit und des Rechts und ermächtigt den Rat zunächst, einwanderungspolitische Maßnahmen zu beschließen und hierzu Einreise- und Aufenthaltsvoraussetzungen festzulegen. Im Vertrag von Lissabon wurden diese Zuständigkeiten erweitert. Der EGV, der nun in Vertrag über die Arbeitsweise der Europäischen Union (AEUV) umbenannt wurde, verwendet an drei Stellen den Begriff des Aufenthaltstitels. Der Vertrag von Lissabon ist am 1. Dezember 2009 in Kraft getreten.

## Bedeutungsinhalt
In vielen seitdem erlassenen Richtlinien und Verordnungen finden sich Legaldefinitionen zum Begriff des Aufenthaltstitels, die jedoch nicht einheitlich sind, sondern leicht voneinander abweichen.
Zumeist sind mit Aufenthaltstitel sämtliche Aufenthaltserlaubnisse gemeint, die Drittstaatsangehörigen ausgestellt werden, auch vorläufige (in Deutschland z. B. die Fiktionsbescheinigung) oder kurzzeitige, z. B. Visa.
Einige Rechtsvorschriften nehmen vorläufige oder kurzzeitige Aufenthaltserlaubnisse aus ihrem Definitionsbereich aus.
In derzeit etwa 20 weiteren Richtlinien und Verordnungen der Europäischen Union wird der Begriff des Aufenthaltstitels verwendet, jedoch nicht definiert. Die Richtlinien und Verordnungen betreffen fast alle das Asyl- und Ausländerrecht oder seine Nebengebiete. Die jeweilige Bedeutung des Aufenthaltstitels ergibt sich hier aus dem Kontext.

## Einheitliche Gestaltung des Aufenthaltstitels
Seit 1996 wurden administrative Bemühungen unternommen, das Aussehen des Aufenthaltstitels europaweit zu vereinheitlichen. Eine normative Grundlage fanden diese Bemühungen in der Verordnung (EG) Nr. 1030/2002, die im Jahre 2008 durch die Verordnung (EG) Nr. 380/2008, mit der der elektronische Aufenthaltstitel eingeführt wurde, grundlegend überarbeitet wurde. Das heutige Aussehen des Aufenthaltstitels beruht auf der Verordnung (EU) 2017/1954.

## Umsetzung in Deutschland

Deutscher Aufenthaltstitel (in Form der Aufenthaltserlaubnis) in der ab Dezember 2019 üblichen Form des elektronischen Aufenthaltstitels im ID-1-Format

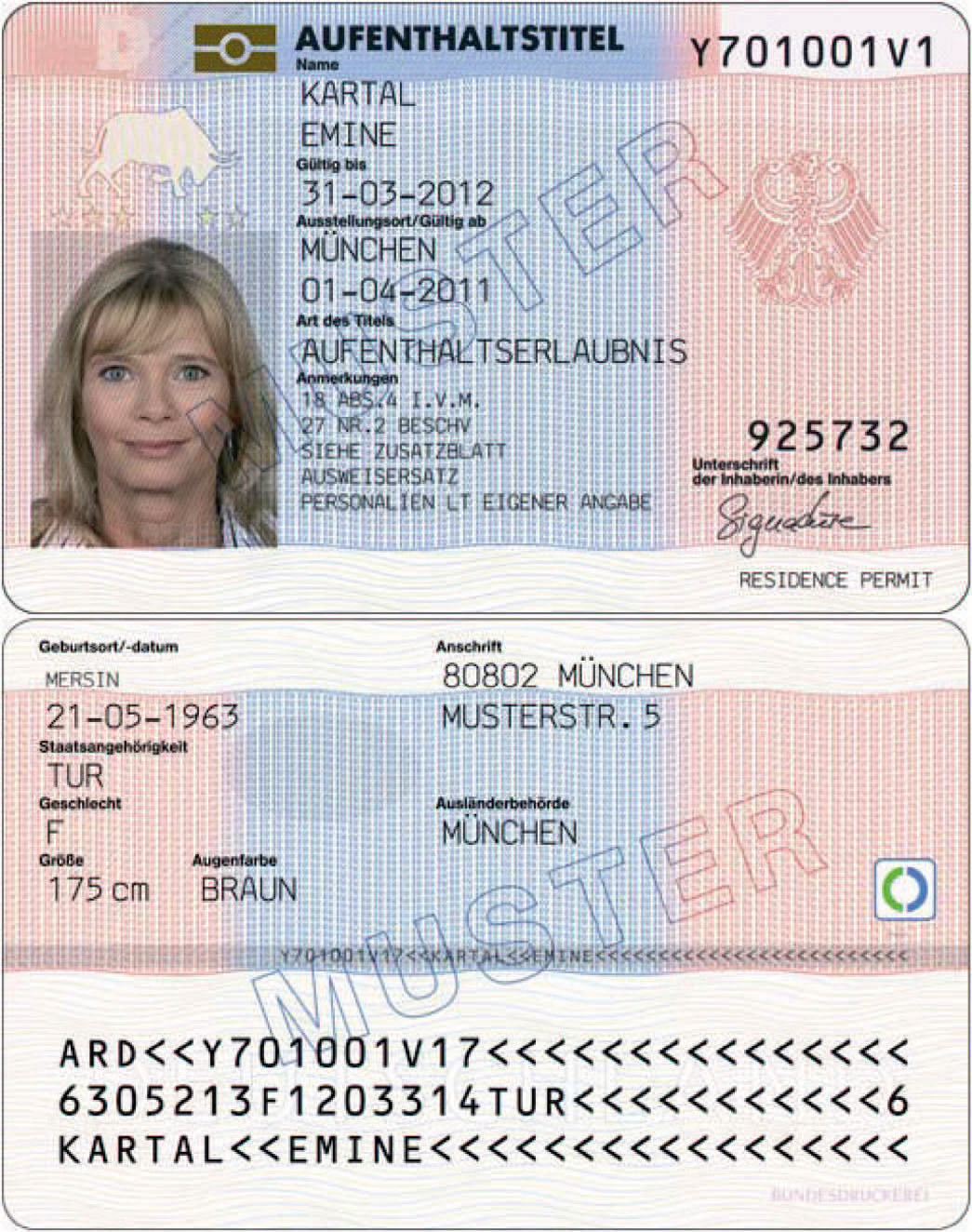
Deutscher Aufenthaltstitel (in Form der Aufenthaltserlaubnis) in der von September 2011 bis Dezember 2019 üblichen Form des elektronischen Aufenthaltstitels im ID-1-Format

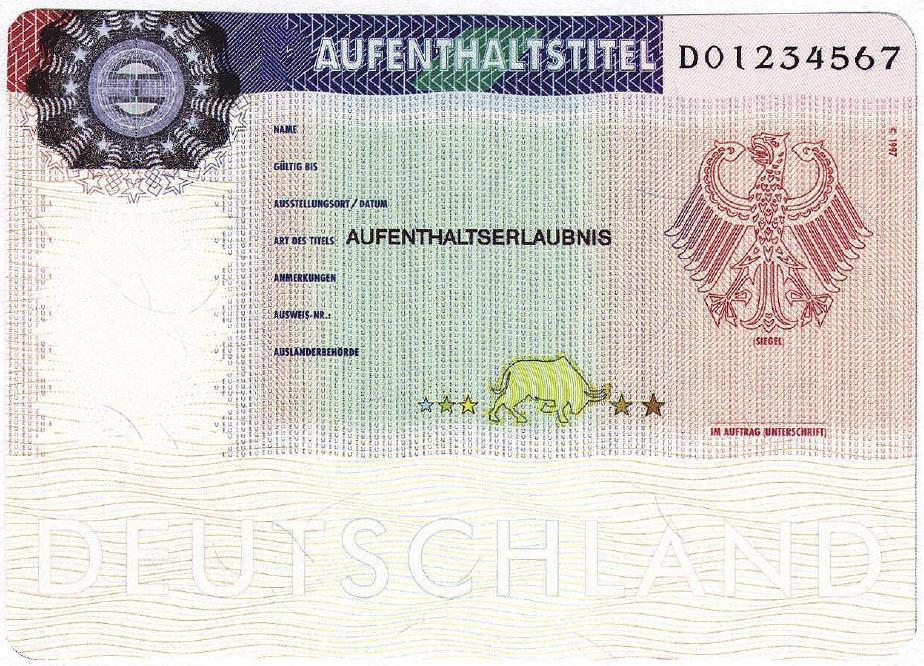
Deutscher Aufenthaltstitel (in Form der Aufenthaltserlaubnis) in der von 1997 bis August 2011 üblichen Aufkleberform

Der Begriff des Aufenthaltstitels wurde in Deutschland administrativ 1997 eingeführt. Seitdem wurden deutsche Aufenthaltsgenehmigungen zunehmend als Aufkleber mit der Überschrift „Aufenthaltstitel“ ausgegeben. Im Feld „Art des Aufenthaltstitels“ wurde die im deutschen Recht verwendete Bezeichnung (Aufenthaltserlaubnis, Aufenthaltsbewilligung, Aufenthaltsbefugnis und Aufenthaltsberechtigung) eingetragen.
Die legislative Aufnahme des Begriffs erfolgte mit Inkrafttreten des Aufenthaltsgesetzes (AufenthG) am 1. Januar 2005. Seitdem ist Aufenthaltstitel der Oberbegriff für die im Aufenthaltsgesetz geregelten förmlichen Aufenthaltsrechte; er hat zugleich den früheren Oberbegriff der Aufenthaltsgenehmigung abgelöst. Die deutsche Rechtsordnung orientiert sich am weiten europäischen Aufenthaltstitelbegriff und schließt Visa ein.
Gemäß § 4 Abs. 1 AufenthG sind Aufenthaltstitel
- das (befristete) Visum,
- die (befristete) Aufenthaltserlaubnis,
- die (befristete) Blaue Karte EU,
- die (unbefristete) Niederlassungserlaubnis und
- die (unbefristete) Erlaubnis zum Daueraufenthalt-EU.

Keine Aufenthaltstitel, aber gleichwohl Dokumente, mit denen ein Aufenthaltsstatus nachgewiesen wird, sind
- die an freizügigkeitsberechtigte EWR-Bürger und Schweizer sowie ihre Familienangehörigen erteilte
  - Freizügigkeitsbescheinigung (wird seit 29. Januar 2013 nicht mehr neu ausgestellt),
  - Bescheinigung des Daueraufenthaltsrechts,
  - Aufenthaltskarte,
  - Daueraufenthaltskarte,
  - Aufenthaltserlaubnis-CH.

- sowie andere Aufenthaltsdokumente, nämlich die
  - Aufenthaltsgestattung für Asylbewerber,
  - Fiktionsbescheinigung für Personen, die auf Bescheidung ihres Antrags auf eine Aufenthaltserlaubnis warten,
  - Duldung und die
  - Grenzübertrittsbescheinigung für ausreisepflichtige Personen.

Bis 31. August 2011 stellte Deutschland Aufenthaltstitel in Form von Aufklebern aus. Mit der Einführung des elektronischen Aufenthaltstitels wird seit 1. September 2011 eine Polycarbonatkarte im ID-1-Format ausgegeben.
Zu beachten ist, dass Aufenthaltskarte, Daueraufenthaltskarte und optional auch die Aufenthaltserlaubnis-CH ebenfalls in Form des elektronischen Aufenthaltstitels ausgegeben werden. Dadurch werden sie jedoch nicht zum Aufenthaltstitel i. S. von § 4 AufenthG. Die umgangssprachlich verwendete Bezeichnung Elektronischer Aufenthaltstitel ist zudem kein Rechtsbegriff und wird weder im Aufenthaltsgesetz noch in der Aufenthaltsverordnung verwendet (amtliche Bezeichnung dort: Dokument mit elektronischem Speicher- und Verarbeitungsmedium).
Nach § 4a Absatz 3 Satz 1 AufenthG muss jeder Aufenthaltstitel erkennen lassen, ob und gegebenenfalls unter welchen Bedingungen die Ausübung einer Erwerbstätigkeit erlaubt ist. 
Wegen der weiteren Einzelheiten vgl. → Aufenthaltsstatus (Deutschland).

## Umsetzung in Österreich

Österreichische „Rot-Weiß-Rot-Karte“ in der bis längstens März 2020 ausgegebenen Form

Österreichische Aufenthaltsbewilligung für Familienangehörige in der bis längstens März 2020 ausgegebenen Form

In Österreich wird der Begriff des Aufenthaltstitels nicht legaldefiniert. Aus der Aufzählung der möglichen Aufenthaltstitel in § 8 NAG ergibt sich jedoch, dass Aufenthaltstitel nur solche Dokumente sind, die an Drittstaatsangehörige erteilt werden. Aufenthaltsdokumente für EWR-Bürger und ihre Familienangehörigen fallen unter die Dokumentation des unionsrechtlichen Aufenthaltsrechts (§ 9 NAG).
Aufenthaltstitel werden erteilt als:
- Rot-Weiß-Rot-Karte, die zur befristeten Niederlassung und zur Ausübung einer Erwerbstätigkeit, für die eine schriftliche Mitteilung oder ein Gutachten gemäß § 12d oder § 24 Ausländerbeschäftigungsgesetz erstellt wurde, berechtigt (§ 41 NAG),
- Rot-Weiß-Rot-Karte plus, die zur befristeten Niederlassung und zur Ausübung einer selbstständigen Erwerbstätigkeit und einer unselbstständigen Erwerbstätigkeit gemäß § 17 Ausländerbeschäftigungsgesetz berechtigt (§ 41a NAG),
- Blaue Karte EU, die zur befristeten Niederlassung und zur Ausübung einer Erwerbstätigkeit, für die eine schriftliche Mitteilung gemäß § 12d§ Abs. 2 Nr. 4 Ausländerbeschäftigungsgesetz erstellt wurde, berechtigt (§ 42 NAG),
- Niederlassungsbewilligung, die zur befristeten Niederlassung und zur Ausübung einer selbstständigen und einer unselbstständigen Erwerbstätigkeit, für die eine entsprechende Berechtigung nach dem Ausländerbeschäftigungsgesetz gilt, berechtigt (§ 43 NAG),
- Niederlassungsbewilligung – ausgenommen Erwerbstätigkeit, die zur befristeten Niederlassung ohne Ausübung einer Erwerbstätigkeit berechtigt (§ 44 NAG),
- Niederlassungsbewilligung – Angehöriger, die zur befristeten Niederlassung ohne Ausübung einer Erwerbstätigkeit berechtigt; die Ausübung einer Erwerbstätigkeit ist nur auf Grund einer nachträglichen quotenpflichtigen Zweckänderung erlaubt (§ 47 NAG),
- Daueraufenthalt – EG für die Dokumentation des unbefristeten Niederlassungsrechts, unbeschadet der Gültigkeitsdauer des Dokuments (§ 45 NAG),
- Familienangehöriger für die befristete Niederlassung mit der Möglichkeit, anschließend einen Aufenthaltstitel Daueraufenthalt – Familienangehöriger zu erhalten (§ 47 NAG),
- Daueraufenthalt – Familienangehöriger für die Dokumentation des unbefristeten Niederlassungsrechts, unbeschadet der Gültigkeitsdauer des Dokuments (§ 48 NAG),
- Aufenthaltsbewilligung für einen vorübergehenden befristeten Aufenthalt im Bundesgebiet zu folgenden Aufenthaltszwecken (wird im Aufenthaltstitel angegeben) ausgegeben wird (siehe § 2 Abs. 2 NAG-DV)
  - Rotationsarbeitskraft (§ 58 NAG),
  - Betriebsentsandter (§ 59 NAG),
  - Selbständiger (§ 60 NAG),
  - Künstler (§ 61 NAG),
  - Sonderfälle unselbständiger Erwerbstätigkeit (§ 62 NAG),
  - Schüler (§ 63 NAG),
  - Studierender (§ 64 NAG),
  - Sozialdienstleistender (§ 66 NAG),
  - Forscher (§ 67 NAG),
  - Familiengemeinschaft (§ 69 NAG),
  - § 69a NAG (§ 69a NAG).

Aufenthaltstitel werden seit 1. Januar 2006 nach dem einheitlichen Muster im Kartenformat ID-1, davor in Aufkleberform, ausgegeben (§ 1 NAG-DV).
Aufenthaltsdokumente für freizügigkeitsberechtigte Personen, dazu gehören:
- Aufenthaltskarte für Angehörige eines EWR-Bürgers für Drittstaatsangehörige, die Angehörige von gemeinschaftsrechtlich aufenthaltsberechtigten EWR-Bürgern sind, zur Dokumentation des gemeinschaftsrechtlichen Aufenthaltsrechts für mehr als drei Monate (§ 54 NAG),
- Daueraufenthaltskarte für Drittstaatsangehörige, die Angehörige eines EWR-Bürgers sind und das Recht auf Daueraufenthalt erworben haben, zur Dokumentation des gemeinschaftsrechtlichen Rechts auf Daueraufenthalt (§ 54a NAG),

werden ebenfalls im Kartenformat ID-1 ausgegeben, weichen aber in der farblichen und grafischen Darstellung von den Vorgaben der Verordnung (EG) Nr. 1030/2002 ab.
Auch die
- Bestätigung über den Antrag auf Verlängerung des Aufenthaltstitels (§ 24 Abs. 1 NAG)

hat zwar Aufkleberformat, ist aber anders gestaltet.
Wegen der weiteren Einzelheiten vgl. → Aufenthaltsstatus (Österreich).

## Umsetzung in den Niederlanden

Niederländischer befristeter Aufenthaltstitel für Drittstaatsangehörige in der bis längstens März 2020 ausgegebenen Form

In den Niederlanden werden sämtliche Aufenthaltstitel, auch solche für EWR-Bürger, nach einheitlichem Muster ausgestellt:
- Regulier bepaalde tijd (regulär – befristet)
- Regulier onbepaalde tijd (regulär – unbefristet)
- Asiel bepaalde tijd (Asyl – befristet)
- Asiel onbepaalde tijd (Asyl – unbefristet)
- EU/EER (Gemeenschapsonderdanen) (EU- und EWR-Staatsangehörige)

## Umsetzung in der Schweiz
In der Schweiz werden nach dem einheitlichen Muster folgende Aufenthaltstitel ausgestellt – seit 24. Januar 2011 als biometrische Ausländerausweise.
- Kurzaufenthaltsbewilligung (Ausländerausweis L) für Drittstaatsangehörige für die Genehmigung eines kurzzeitigen Aufenthalts
- Aufenthaltsbewilligung (Ausländerausweis B) für Drittstaatsangehörige
- Niederlassungsbewilligung (Ausländerausweis C) für Drittstaatsangehörige für einen unbefristeten Aufenthalt

Weitere Einzelheiten siehe → Aufenthaltsstatus (Schweiz) – sowie Ausländerausweis für die Ausweisformate.

## Umsetzung in Liechtenstein
Liechtenstein erteilt Aufenthaltstitel in einheitlicher Form in den folgenden Varianten:
- Aufenthaltstitel L für Drittstaatsangehörige; eine Erlaubnis zum kurzfristigen Aufenthalt, Gültigkeitsdauer: mindestens drei Monate, maximal 12 Monate,
- Aufenthaltstitel B für Drittstaatsangehörige; eine Erlaubnis zum langfristigen Aufenthalt, Gültigkeitsdauer: maximal zwölf Monate,
- Aufenthaltstitel C für Drittstaatsangehörige, eine Erlaubnis zum dauerhaften Aufenthalt, Kontrollfrist zur Überprüfung: maximal drei Jahre.[8]

## Umsetzung in Belgien

Belgischer Aufenthaltstitel als Bescheinigung der Eintragung im Ausländerregister (deutschsprachige Fassung) in der bis längstens März 2020 ausgegebenen Form

In Belgien werden Aufenthaltstitel nach einheitlichem Muster in folgenden Varianten ausgestellt:
- als A Karte: Bescheinigung der Eintragung im Ausländerregister – Vorübergehender Aufenthalt; die elektronische Karte wird seit 2007 ausgestellt und erlaubt einen befristeten Aufenthalt. Die Gültigkeitsdauer der Karte und die gestattete Aufenthaltsdauer sind identisch.
- als B Karte: Bescheinigung der Eintragung im Ausländerregister; die elektronische Karte wird seit 2007 ausgestellt und erlaubt einen unbefristeten Aufenthalt. Die Karte ist fünf Jahre gültig.
- als C Karte: Personalausweis für Ausländer; eine seit 2007 ausgestellte elektronische Karte, die den gelben Personalausweis für Ausländer ersetzt. Die Art des Aufenthalts ist unbefristet. Die Karte ist fünf Jahre gültig.
- als D Karte: Langfristige Aufenthaltsberechtigung – EG; die Karte wird gemäß der Richtlinie 2003/109/EG betreffend die Rechtsstellung der langfristig aufenthaltsberechtigten Drittstaatsangehörigen ausgestellt. Es handelt sich um eine elektronische Karte. Die Art des Aufenthalts ist unbefristet, die Karte ist fünf Jahre gültig.
- als Karte H: Blaue Karte EU, ausgestellt gemäß Artikel 7 der Richtlinie 2009/50/EG über die Bedingungen für die Einreise und den Aufenthalt von Drittstaatsangehörigen zur Ausübung einer hochqualifizierten Beschäftigung. Hierbei handelt es sich um eine elektronische Karte. Die Art des Aufenthalts ist zeitlich befristet. Die Karte ist während der ersten beiden Jahre 13 Monate gültig, danach hat sie eine Gültigkeitsdauer von drei Jahren.[9]

## Umsetzung in Frankreich

Französischer Aufenthaltstitel in der bis längstens März 2020 ausgegebenen Form

Frankreich stellt folgende Aufenthaltstitel nach einheitlichem Muster aus:
- Carte de séjour temporaire comportant une mention particulière qui varie selon le motif du séjour autorisé (Befristeter Aufenthaltstitel mit einem besonderen Vermerk je nach Grund des erlaubten Aufenthaltes);
- Carte de séjour portant la mention «compétences et talents» (Aufenthaltstitel mit dem Vermerk „Fachkenntnisse und Fähigkeiten“);
- Carte de séjour portant la mention «retraité» (Aufenthaltstitel mit dem Vermerk „Rentner“);
- Carte de résident (Aufenthaltskarte);
- Carte de résident portant la mention «résident de longue durée-CE» (Aufenthaltskarte mit dem Vermerk „Langfristig EG-Aufenthaltsberechtigter“)
- Carte de résident délivrée aux ressortissants andorrans (Aufenthaltskarte für andorranische Staatsbürger);
- Certificat de résidence d’Algérien (Aufenthaltsbescheinigung für algerische Staatsangehörige);
- Carte de séjour délivrée aux membres de famille (les membres de famille peuvent être des ressortissants de pays tiers) des citoyens de l’Union européenne, des ressortissants des États parties à l’Espace économique européen et des ressortissants suisses (Aufenthaltstitel für Familienangehörige (auch Drittstaatsangehörige) von EU-Bürgern oder Staatsangehörigen aus EWR-Mitgliedstaaten/der Schweiz);
- Autorisation provisoire de séjour portant la mention «volontariat associatif» (befristete Aufenthaltserlaubnis mit dem Vermerk „Freiwilliger sozialer Dienst“);
- Autorisation provisoire de séjour portant la mention «étudiant en recherche d’emploi» (befristete Aufenthaltserlaubnis mit dem Vermerk „Stellensuchender Student“);
- Autorisation provisoire de séjour portant la mention «parent accompagnant d’un mineur étranger malade» (befristete Aufenthaltserlaubnis mit dem Vermerk „Begleitender Elternteil eines kranken minderjährigen Drittstaatsangehörigen“);
- Autorisation provisoire de séjour ne portant pas de mention spécifique (befristete Aufenthaltserlaubnis ohne Vermerk).

Seit 13. Mai 2012 werden Aufenthaltstitel, Aufenthaltskarten und Aufenthaltsbescheinigungen in Form einer mit Kunststoff überzogenen Karte nach dem einheitlichen europäischen Muster ausgestellt. Exemplare der alten, bis zum 12. Mai 2012 gültigen Modelle sind noch in Umlauf.

## Umsetzung in Italien

Italienischer Aufenthaltstitel für Drittstaatsangehörige in der bis längstens März 2020 ausgegebenen Form

Italien stellt nach einheitlichem Muster
- Aufenthaltstitel mit befristeter Gültigkeit mit einer Gültigkeitsdauer von drei Monaten bis zu höchstens drei Jahren aus; für ihre Erteilung müssen folgende Gründe vorliegen:
  - Affidamento (Ausgestellt für ausländische Kinder, die vorübergehend außerhalb eines geeigneten Familienverbandes leben müssen)
  - Motivi umanitari (della durata superiore ai tre mesi) (Humanitäre Gründe [mit einer Gültigkeitsdauer von mehr als drei Monaten])
  - Motivi religiosi (Religiöse Gründe)
  - Studio (Studienzwecke)
  - Missione (Ausgestellt für Ausländer, die mit einem Dienstreisevisum für einen befristeten Aufenthalt nach Italien eingereist sind)
  - Asilo politico (Politisches Asyl)
  - Apolidia (Staatenlose)
  - Tirocinio formazione professionale (Lehrlingsausbildung)
  - Riacquisto cittadinanza italiana (Ausgestellt für Ausländer, die auf die Zu- oder Anerkennung der italienischen Staatsbürgerschaft warten)
  - Ricerca scientifica (Wissenschaftliche Forschung)
  - Attesa occupazione (In Erwartung einer Beschäftigung)
  - Lavoro autonomo (Selbstständige Erwerbstätigkeit)
  - Lavoro subordinato (Unselbstständige Erwerbstätigkeit)
  - Lavoro subordinato stagionale (Saisonarbeit)
  - Famiglia (Familie)
  - Famiglia minore 14–18 (Aufenthaltstitel für minderjährige Familienangehörige im Alter von 14 bis 18 Jahren)
  - Volontariato (Freiwilligentätigkeit)
  - Protezione sussidiaria (permesso di soggiorno rilasciato ai sensi del D.L. n. 251 del 19 novembre 2007 in recepimento della Direttiva n. 83/2004/CE) (Subsidiärer Schutz [im Einklang mit Gesetzesdekret Nr. 251 vom 19. November 2007 in Umsetzung der Richtlinie 2004/83/EG erteilter Aufenthaltstitel])
- Permesso di soggiorno CE per lungo soggiornanti con una validità permanente (Aufenthaltstitel Daueraufenthalt EG mit dauerhafter Gültigkeit)[11]

## Umsetzung in Rumänien

Rumänischer Aufenthaltstitel in der bis längstens März 2020 ausgegebenen Form

In Rumänien gibt es folgende Aufenthaltstitel nach einheitlichem Muster.
- PERMIS DE ȘEDERE (Aufenthaltserlaubnis) – tipul de permis (Art der Erlaubnis): PERMIS DE ȘEDERE TEMPORARĂ (befristete Aufenthaltserlaubnis); dieses Dokument wird – je nach Verwendungszweck – mit einer Gültigkeitsdauer von einem bis fünf Jahren ausgestellt. Diese Art der Aufenthaltserlaubnis wird Ausländern erteilt, denen das Aufenthaltsrecht gewährt oder verlängert wurde sowie Ausländern, denen im Einklang mit dem Asylrecht ein Schutzstatus in Rumänien zuerkannt wurde. Unter „Observații“ (Bemerkungen) kann folgender Aufenthaltszweck eingetragen sein:
  - „Angajare“ (Beschäftigung),
  - „Reîntregire familie“ (Familienzusammenführung),
  - „Student“ (Student),
  - „Membru de familie cetățean român“ (Familienangehöriger eines rumänischen Bürgers),
  - „Specializare“ (Spezialisierung),
  - „Activități religioase“ (religiöse Aktivitäten),
  - „Activități profesionale“ (berufliche Aktivitäten),
  - „Acte comerciale“ (Handelstätigkeit),
  - „Detasat“ (abgestellt),
  - „Alte calități studii“ (sonstige studienbezogene Aktivitäten),
  - „Activitate cercetare științifică“ (Forschungstätigkeit),
  - „Elev“ (Schüler),
  - „Student an pregătitor“ (Student im Vorbereitungsjahr),
  - „Doctorand“ (Doktorand),
  - „Alte scopuri“ (sonstige Zwecke) oder
  - „Fost posesor de Carte albastră a UE“ (vormals Inhaber einer Blauen Karte EU),

gefolgt von einer persönlichen Kennnummer. Werden diese Dokumente Ausländern ausgestellt, denen in Rumänien ein Schutzstatus zuerkannt wurde, kann unter „Observații“ (Bemerkungen) der Aufenthaltszweck wie folgt lauten: „Refugiat“ (Flüchtling) – gültig für 3 Jahre oder „Protecție subsidiară“ (subsidiärer Schutz – gültig für 1 Jahr), gefolgt von einer persönlichen Kennnummer.
- CARTEA ALBASTRĂ A UE (Blaue Karte EU) – gemäß der Richtlinie 2009/50/EG; dieses Dokument wird mit einer Gültigkeitsdauer bis zu zwei Jahren Drittstaatsangehörigen ausgestellt, denen das Recht auf Aufenthalt zum Zwecke der Ausübung einer hochqualifizierten Beschäftigung gewährt wurde. Unter „Observații“ (Bemerkungen) wird „Înalt calificat“ (hochqualifiziert) eingetragen, gefolgt von einer persönlichen Kennnummer.
- PERMIS DE ȘEDERE (Aufenthaltserlaubnis) – tipul de permis (Art der Erlaubnis): REZIDENT PE TERMEN LUNG CE (Erlaubnis zum Daueraufenthalt — EG); dieses Dokument wurde seit 2007 Ausländern ausgestellt, denen eine langfristige Aufenthaltsberechtigung gewährt oder verlängert wurde und hat eine Gültigkeitsdauer von fünf (Regelfall) bis zehn Jahren (für Familienangehörige rumänischer Bürger). Unter „Observații“ (Bemerkungen) wird die dem Ausländer zugewiesene persönliche Kennnummer eingetragen.[8]

## Umsetzung in Spanien

Spanischer Aufenthaltstitel in der bis längstens März 2020 ausgegebenen Form

In Spanien wird die Permiso de residencia expedido a nacionales de terceros países (Aufenthaltstitel für Drittstaatsangehörige) nach einheitlichem Muster ausgestellt.

## Umsetzung in weiteren Staaten
Die Modalitäten für weitere EWR-Staaten finden sich in der Aktualisierung der Liste von Aufenthaltstiteln gemäß Artikel 2 Absatz 15 der Verordnung (EG) Nr. 562/2006 bzw. in später ergangenen Neufassungen, beispielsweise für Tschechien.